# Le Triomphant (U-Boot)
Die Le Triomphant (Kennung: S 616) ist das Typschiff der nach ihr benannten französischen U-Boot-Klasse Triomphant mit Nuklearantrieb. Bei Indienststellung im Jahr 1997 wurde sie noch mit den damals neu entwickelten Raketen M 45 bestückt; nach Abschluss der Entwicklung der moderneren M 51 mit größerer Reichweite und verbesserter Treffergenauigkeit erfolgte die schnelle Umrüstung auf den neuen Typ.

## Zwischenfälle
Anfang Februar 2009 stieß die Le Triomphant im Atlantik mit dem britischen U-Boot Vanguard zusammen. Beide Schiffe wurden leicht beschädigt, die Le Triomphant konnte am 4. Februar mit eigener Kraft nach Brest zurückkehren, die Vanguard nach Faslane-on-Clyde. Frankreich gab die leichte Beschädigung der Triomphant am 6. Februar 2009 bekannt. Die Beschädigung der Vanguard und ihre Kollision mit der Le Triomphant wurde erst nach der Rückkehr des englischen U-Bootes am 16. Februar öffentlich.